# Ray Romano
Raymond Albert Romano (Queens vagy New York, 1957. december 21. –) háromszoros Primetime Emmy-díjas amerikai stand-up komikus, színész és forgatókönyvíró.

## Élete
Romano a New York-i Queensben született Luciana "Lucie" (született Fortini) zongoratanárnő és Albert Romano (1925 - 2010) ingatlanügynök és mérnök második fiaként. Olasz állampolgár. Queens Forest Hills városrészében nőtt fel. Van egy bátyja, Richard (sz. 1956), aki a New York-i rendőrség őrmestere,[2] és egy öccse, Robert (sz. 1966 körül), aki másodosztályos tanár New Yorkban.
Romano a Forest Hills-i Our Lady Queen of Martyrs általános és középiskolába járt. Miután átiratkozott az Archbishop Molloy High Schoolból, 1975-ben végzettséget szerzett a Hillcrest High Schoolban. Ugyanabba a középiskolai osztályba járt, mint Fran Drescher. Mielőtt a showbizniszbe került volna, Romano rövid ideig a New York-i Flushingban található Queens College-ba járt, ahol könyvelést tanult.

## Magánélete
1987-ben feleségül vette Anna Scarpullát. Egy bankban való közös munka során ismerkedtek meg. Romano karakterének lánya a Szeretünk Raymond sorozatban a valódi lányáról, Alexandra "Ally" Romanóról kapta a nevét. A sorozat próbaepizódjában Ray és Debra ikerfiait is Gregorynak és Matthewnak nevezték el, Romano valódi ikerfiairól. Romano kellemetlennek érezte, ha minden televíziós „gyermekének” ugyanaz a neve, mint a valódi gyermekeinek, ezért a filmvásznon Geoffreyra és Michaelre változtatta az ikrek nevét. Azt is elmondta, hogy a bátyja nem volt elégedett Ray Barone televíziós bátyjával.
Romano családja többször is feltűnt a műsorban. Romano lánya Mollyt, sorozatbeli lányát alakította. Romano édesapja, Albert Romano többször is feltűnt, mint Albert, Frank Barone egyik páholybeli barátja.
2012 februárjában Romano nyilvánosságra hozta, hogy felesége, Anna 2010-ben sikeresen leküzdötte az első stádiumú mellrákot. A People magazinnak elmondta: „azért megyünk a nyilvánosság elé, hogy megosszuk a tapasztalatainkat, igen, de azért is, hogy legyen hatása. Az a célunk, hogy segítsünk az embereknek”.
Közeli barátságban volt Doris Robertsszel, aki a Szeretünk Raymond-ban karaktere édesanyját játszotta. A színésznő halála után Romano azt mondta, inspirálta őt az a vágy, hogy egész életében folytassa a tanulást. Roberts mentorként is szolgált számára, segítve neki abban, hogy jobban érezze magát a forgatáson.

## Filmográfia
| Év   | Magyar cím                         | Eredeti cím                    | Szerep                   | Magyar hang          |
| ---- | ---------------------------------- | ------------------------------ | ------------------------ | -------------------- |
| 1990 |                                    | Caesar's Salad (rövidfilm)     | rendőr                   |                      |
| 2002 | Jégkorszak                         | Ice Age                        | Manfred "Manny" (hangja) | Szabó Sipos Barnabás |
| 2004 | Az elnök emberére talál            | Welcome to Mooseport           | Handy Harrison           | Czvetkó Sándor       |
| 2004 | Lökött gyásznép                    | Eulogy                         | Skip Collins             | Galbenisz Tomasz     |
| 2004 |                                    | 95 Miles to Go                 | Önmaga                   |                      |
| 2006 | Jégkorszak 2. – Az olvadás         | Ice Age: The Meltdown          | Manny (hangja)           | Szabó Sipos Barnabás |
| 2006 | Süthetjük                          | Grilled                        | Maurice                  | Rajkai Zoltán        |
| 2008 |                                    | The Last Word                  | Abel                     |                      |
| 2008 |                                    | The Grand                      | Fred Marsh               |                      |
| 2009 | Jégkorszak 3. – A dínók hajnala    | Ice Age: Dawn of the Dinosaurs | Manny (hangja)           | Szabó Sipos Barnabás |
| 2009 | Ki nevet a végén?                  | Funny People                   | Önmaga (cameoszerep)     |                      |
| 2012 | Jégkorszak 4. – Vándorló kontinens | Ice Age: Continental Drift     | Manny (hangja)           | Mihályi Győző        |
| 2014 | Foszd ki a maffiát!                | Rob the Mob                    | Jerry Cardozo            |                      |
| 2016 | Jégkorszak – A nagy bumm           | Ice Age: Collision Course      | Manny (hangja)           | Mihályi Győző        |
| 2017 | Rögtönzött szerelem                | The Big Sick                   | Terry Gardner            |                      |
| 2019 | Paddleton                          | Paddleton                      | Andy Freeman             |                      |
| 2019 | Romlott oktatás                    | Bad Education                  | Big Bob Spicer           | Dézsy Szabó Gábor    |
| 2019 | Az ír                              | The Irishman                   | Bill Bufalino            | Szabó Sipos Barnabás |
| 2022 | Kosárra fel!                       | Somewhere in Queens            | Leo Russo                |                      |
| 2024 | Vigyél a holdra                    | Fly Me to the Moon             | Henry Smalls             | Márton András        |

## Fordítás
- Ez a szócikk részben vagy egészben  a   Ray Romano című angol Wikipédia-szócikk fordításán alapul.  Az eredeti cikk szerkesztőit annak laptörténete sorolja fel. Ez a jelzés csupán a megfogalmazás eredetét és a szerzői jogokat jelzi, nem szolgál a cikkben szereplő információk forrásmegjelöléseként.